# Yakov Sergeyevich Dashevsky
Yakov Sergeyevich Dashevsky (tiếng Nga: Яков Серге́евич Дашевский; 18 tháng 4 năm 1902, Kherson - 8 tháng 2 năm 1972, Moskva) là một trung tướng Hồng quân Liên Xô.
Dashevsky gia nhập Hồng quân vào năm 1921 và là một chiến sĩ tình báo quân đội từ đầu những năm 1930. Ông tham gia Chiến tranh Vệ quốc Vĩ đại với tư cách là tham mưu trưởng kiêm chỉ huy Sư đoàn bộ binh 333 trong các năm 1941-1942, và tham mưu trưởng các tập đoàn quân số 9, 47 và 51 trong các năm 1942-1945.
Được phong quân hàm trung tướng vào năm 1944, Dashevsky là tham mưu trưởng Quân khu Ural năm 1945-1947 và tiếp theo là phó trưởng phòng Tác chiến của Học viện Tổng tham mưu cho đến khi ông nghỉ hưu vào năm 1965.

## Tiểu sử
Yakov Dashevsky sinh năm 1902 trong một gia đình Do Thái tại Kherson, khi đó là một phần của Tỉnh Kherson của Đế quốc Nga (nay thuộc Kherson Oblast, Ukraine).
Ông gia nhập Hồng quân năm 1921 và học tại một trường liên lạc quân sự cho đến năm 1926. Sau đó, ông giữ chức vụ trung đội trưởng trong các đại đội và tiểu đoàn thông tin từ tháng 10 năm 1926 đến tháng 8 năm 1930, khi ông được bổ nhiệm làm việc trong Cục tình báo của Hồng quân. Ông gia nhập Đảng Cộng sản Liên Xô năm 1928.
Dashevsky theo học tại Học viện Quân sự Frunze từ tháng 5 năm 1933 đến tháng 5 năm 1934, sau đó giữ chức cục trưởng Cục 3 rồi Cục 4 của Tổng cục Tình báo Hồng quân từ tháng 5 năm 1934 đến tháng 5 năm 1935. Từ tháng 5 năm 1935 đến tháng 6 năm 1939, ông là trợ lý cho Cục trưởng Cục 5, Phó Cục trưởng rồi Quyền cục trưởng Cục 6. Ông được bổ nhiệm làm giảng viên tại Học viện Kỹ thuật Điện Quân sự S. M. Budyonny vào tháng 6 năm 1939. Dashevsky theo học tại Học viện Bộ Tổng tham mưu từ tháng 10 năm 1939 cho đến tháng 7 năm 1941.
Dashevsky được bổ nhiệm làm tham mưu trưởng Sư đoàn bộ binh 333 vào năm 1941, và cũng là tư lệnh của sư đoàn cho đến năm 1942. Tiếp theo, ông giữ chức tham mưu trưởng các Tập đoàn quân 9, 47 và 51 vào các năm 1942-1945, và được thăng cấp từ thiếu tướng lên trung tướng ngày 31 tháng 10 năm 1944.
Dashevsky được bổ nhiệm làm tham mưu trưởng Quân khu Ural năm 1945-1947. Ông tham gia giảng dạy tại Học viện Quân sự Voroshilov thuộc Bộ Tổng tham mưu năm 1947 và giữ chức vụ phó trưởng phòng Tác chiến của Học viện Bộ Tổng tham mưu cho đến khi nghỉ hưu vào tháng 5 năm 1965.
Ông mất tại Moskva ngày 8 tháng 2 năm 1972 và được an táng tại Nghĩa trang Novodevichy.

## Giải thưởng
Ông đã được trao tặng Huân chương Lenin, bốn Huân chương Cờ đỏ, Huân chương Sao Đỏ, hai Huân chương Kutuzov (hạng 1 và 2), và Huân chương Bogdan Khmelnitsky hạng 3.